# Viktor Paço
Viktor Paço (Valona, 14 febbraio 1974) è un ex calciatore albanese, di ruolo attaccante.

## Carriera

### Nazionale
Ha collezionato 4 presenze con la nazionale albanese.

## Statistiche

### Presenze e reti nei club
Statistiche aggiornate al 2 maggio 2003.
| Stagione                  | Squadra                   | Campionato                | Campionato | Campionato | Coppe nazionali | Coppe nazionali | Coppe nazionali | Coppe continentali | Coppe continentali | Coppe continentali | Altre coppe | Altre coppe | Altre coppe | Totale | Totale |
| Stagione                  | Squadra                   | Comp                      | Pres       | Reti       | Comp            | Pres            | Reti            | Comp               | Pres               | Reti               | Comp        | Pres        | Reti        | Pres   | Reti   |
| ------------------------- | ------------------------- | ------------------------- | ---------- | ---------- | --------------- | --------------- | --------------- | ------------------ | ------------------ | ------------------ | ----------- | ----------- | ----------- | ------ | ------ |
| 1990-1991                 | Flamurtari Valona         | KP                        | ?          | ?          | CA              | 0               | 0               | CdC                | 2                  | 0                  | -           | -           | -           | 2+     | 0+     |
| 1991-1992                 | Atlético Madrid B         | SDB                       | ?          | ?          | -               | -               | -               | -                  | -                  | -                  | -           | -           | -           | 0+     | 0+     |
| 1992-1993                 | AEK Atene                 | AE                        | 0          | 0          | CG              | 0               | 0               | -                  | -                  | -                  | -           | -           | -           | 0+     | 0+     |
| 1993-1994                 | AEK Larnaca               | BK                        | ?          | ?          | CC              | 0               | 0               | -                  | -                  | -                  | -           | -           | -           | 0+     | 0+     |
| 1994-1995                 | Nea Salamis               | AK                        | 11+        | 11+        | CC              | 0               | 0               | -                  | -                  | -                  | -           | -           | -           | 11+    | 11+    |
| 1995-1996                 | AEK Larnaca               | AK                        | 12+        | 12+        | CC              | 0               | 0               | -                  | -                  | -                  | -           | -           | -           | 12+    | 12+    |
| Totale AEK Larnaka        | Totale AEK Larnaka        | Totale AEK Larnaka        | 12+        | 12+        |                 | 0               | 0               |                    | -                  | -                  |             | -           | -           | 12+    | 12+    |
| 1996-gen. 1997            | Flamurtari Valona         | KP                        | 14+        | 14+        | CA              | 0               | 0               | -                  | -                  | -                  | -           | -           | -           | 14+    | 14+    |
| Totale Flamurtari Valona  | Totale Flamurtari Valona  | Totale Flamurtari Valona  | 14+        | 14+        |                 | 0               | 0               |                    | 2                  | 0                  |             | -           | -           | 16+    | 14+    |
| gen.-giu. 1997            | Maribor                   | 1. SNL                    | 13         | 8          | CS              | 1               | 1               | -                  | -                  | -                  | -           | -           | -           | 14     | 9      |
| 1997-gen. 1998            | Maribor                   | 1. SNL                    | 11         | 6          | CS              | 0               | 0               | UCL                | 4                  | 0                  | -           | -           | -           | 15     | 6      |
| Totale Maribor            | Totale Maribor            | Totale Maribor            | 24         | 14         |                 | 1               | 1               |                    | 4                  | 0                  |             | -           | -           | 29     | 15     |
| gen.-giu. 1998            | Hajduk Spalato            | 1. HNL                    | 16         | 5          | CC              | 0               | 0               | -                  | -                  | -                  | -           | -           | -           | 16     | 5      |
| 1998-gen. 1999            | Hapoel Gerusalemme        | LL                        | 13         | 9          | CI+CdL          | 0+0             | 0               | -                  | -                  | -                  | -           | -           | -           | 13     | 9      |
| gen.-giu. 1999            | Maccabi Haifa             | LL                        | 14         | 4          | CI+CdL          | 0+0             | 0               | CdC                | 2                  | 0                  | -           | -           | -           | 16     | 4      |
| 1999-2000                 | Beitar Gerusalemme        | LhA                       | 39         | 13         | CI+CdL          | 1+0             | 2               | -                  | -                  | -                  | -           | -           | -           | 40     | 15     |
| 2000-2001                 | Hapoel Haifa              | LhA                       | 32         | 8          | CI+CdL          | 0+0             | 0               | -                  | -                  | -                  | -           | -           | -           | 32     | 8      |
| 2001-2002                 | Beitar Gerusalemme        | LhA                       | 28         | 8          | CI+CdL          | 2+0             | 2               | -                  | -                  | -                  | -           | -           | -           | 30     | 10     |
| Totale Beitar Gerusalemme | Totale Beitar Gerusalemme | Totale Beitar Gerusalemme | 67         | 21         |                 | 3               | 4               |                    | -                  | -                  |             | -           | -           | 70     | 25     |
| 2002-gen. 2003            | Kocaelispor               | 1L                        | 3          | 0          | CT              | 0               | 0               | CU                 | 1                  | 0                  | -           | -           | -           | 4      | 0      |
| 2003                      | Rochester N.Y.            | AL                        | 0          | 0          | OC              | 0               | 0               | -                  | -                  | -                  | -           | -           | -           | 0      | 0      |
| Totale carriera           | Totale carriera           | Totale carriera           | 206+       | 98+        |                 | 4+              | 5+              |                    | 9                  | 0                  |             | -           | -           | 219+   | 103+   |

### Cronologia presenze e reti in nazionale
| Cronologia completa delle presenze e delle reti in nazionale ― Albania | Cronologia completa delle presenze e delle reti in nazionale ― Albania | Cronologia completa delle presenze e delle reti in nazionale ― Albania | Cronologia completa delle presenze e delle reti in nazionale ― Albania | Cronologia completa delle presenze e delle reti in nazionale ― Albania | Cronologia completa delle presenze e delle reti in nazionale ― Albania | Cronologia completa delle presenze e delle reti in nazionale ― Albania | Cronologia completa delle presenze e delle reti in nazionale ― Albania |
| Data                                                                   | Città                                                                  | In casa                                                                | Risultato                                                              | Ospiti                                                                 | Competizione                                                           | Reti                                                                   | Note                                                                   |
| ---------------------------------------------------------------------- | ---------------------------------------------------------------------- | ---------------------------------------------------------------------- | ---------------------------------------------------------------------- | ---------------------------------------------------------------------- | ---------------------------------------------------------------------- | ---------------------------------------------------------------------- | ---------------------------------------------------------------------- |
| 9-10-1996                                                              | Tirana                                                                 | Albania                                                                | 0 – 3                                                                  | Portogallo                                                             | Qual. Mondiali 1998                                                    | -                                                                      | 72’                                                                    |
| 9-11-1996                                                              | Tirana                                                                 | Albania                                                                | 1 – 1                                                                  | Armenia                                                                | Qual. Mondiali 1998                                                    | -                                                                      | 46’                                                                    |
| 14-12-1996                                                             | Belfast                                                                | Irlanda del Nord                                                       | 2 – 0                                                                  | Albania                                                                | Qual. Mondiali 1998                                                    | -                                                                      |                                                                        |
| 20-8-1997                                                              | Kiev                                                                   | Ucraina                                                                | 1 – 0                                                                  | Albania                                                                | Qual. Mondiali 1998                                                    | -                                                                      | 28’                                                                    |
| Totale                                                                 |                                                                        | Presenze                                                               | 4                                                                      |                                                                        | Reti                                                                   | 0                                                                      |                                                                        |

## Palmarès

### Club

#### Competizioni nazionali
- Campionato albanese: 1

Flamurtari Valona: 1990-1991
- Campionato greco: 1

AEK Atene: 1992-1993
- Coppa d'Albania: 1

Flamurtari Valona: 1987-1988
- Coppa di Slovenia: 1

Maribor: 1996-1997
- Coppa Toto: 1

Hapoel Haifa: 2000-2001
- Supercoppa d'Albania: 2

Flamurtari Valona: 1990, 1991

### Individuale
- Capocannoniere del campionato albanese: 1

1996-1997 (14 reti)